# Морісіта Рьоя
Рьоя Морісіта (яп. 森下 龍矢, нар. 11 квітня 1997, Сідзуока) — японський футболіст, захисник польського клубу «Легія» та національної збірної Японії. Виступав також за клуби «Нагоя Грампус» і «Саган Тосу». Володар Кубка Польщі.

## Клубна кар'єра
Рьоя Морісіта народився 1997 року в місті Сідзуока. Розпочав займатися футболм у юнацькій команді футбольного клубу «Джубіло Івата», пізніше грав за університетську команду «Мейдзі Дайґаку». У професійному футболі дебютував 2020 року виступами за команду «Саган Тосу», в якій того року взяв участь у 33 матчах чемпіонату. З 2021 до 2023 року футболіст грав у складі клубу «Нагоя Грампус», де був одним із основних гравців захисту команди. У 2024 році Морісіта став гравцем польського клубу «Легія». У складі варшавського клубу японський футболіст у сезоні 2024—2025 років став володарем Кубка Польщі

## Виступи за збірну
У 2023 році Рьоя Морісіта дебютував в офіційних матчах у складі національної збірної Японії. Станом на травень 2025 року зіграв у складі збірної 2 матчі, в яких забитими голами не відзначився.

## Титули і досягнення
- Володар Кубка Джей-ліги (1):

«Наґоя Ґрампус»: 2021
- Володар Кубка Польщі (1):

«Легія»: 2024–2025
- Володар Суперкубка Польщі (1):

«Легія»: 2025